# فلیکس سیمونیان
فلیکس سیمونیان (ارمنی: Ֆելիքս Սիմոնյան؛  زادهٔ ۲۷ آوریل ۱۹۴۲) نوازنده آهنگساز و کارشناس آموزشی  اهل ارمنستان است. وی از سال میلادی تاکنون مشغول فعالیت بوده‌است.

## زندگی‌نامه
وی در ۲۷ آوریل ۱۹۴۲ در ایروان به دنیا آمد و از هنرستان موسیقی چایکوفسکی ایروان فارغ‌التحصیل گشت.   همچنین برندهٔ جوایزی همچون هنرمند شایسته ارمنستان شوروی (۱۹۸۴) شده است.